# روفيناميد
روفيناميد( Rufinamide)، و الذي يباع تحت الإسم التجاري بانزيل( Banzel) و غيره، هو دواء يستخدم لعلاج متلازمة لينوكس غاستو و النوبات الجزئية التي لا يمكن السيطرة عليها بتدابير أخرى.  و يعطى عن طريق الفم. 
تشمل الآثار الجانبية الشائعة لهذا العقار على: النعاس و الصداع و الدوخة و القيء.  إضافة إلى ذلك، قد تشمل الأعراض الأخرى تفاعلًا دوائيًا المترافق مع فرط الحمضات و الأعراض الجهازية و الانتحار وضعف التنسيق.  غما السلامة أثناء الحمل فغير واضحة بتاتا.  إنه مشتق من التريازول و يعتقد أنه يعمل عن طريق الارتباط بقنوات الصوديوم في الدماغ.  
تمت الموافقة على استخدام روفيناميد طبيًا في أوروبا في عام 2007 و بعدها مباشرة في الولايات المتحدة في عام 2008.   إنه متاح كدواء مكافيء.  في المملكة المتحدة، تكلف الجرعة التي تبلغ 800 ملغ يوميًا حوالي 100 جنيه إسترليني وفقًا لتكاليف هيئة الخدمات الصحية الوطنية .  في الولايات المتحدة، تبلغ تكلفة هذا المقدار حوالي 425 دولارًا أمريكيًا شهريًا. 